# Oxydia diluta
Oxydia diluta är en fjärilsart som beskrevs av Paul Dognin 1904. Oxydia diluta ingår i släktet Oxydia och familjen mätare. Inga underarter finns listade i Catalogue of Life.